# Copaxa draudti
Copaxa draudti är en fjärilsart som beskrevs av Friedrich Wilhelm Niepelt 1933. Copaxa draudti ingår i släktet Copaxa och familjen påfågelsspinnare. Inga underarter finns listade i Catalogue of Life.